# Fred Newhouse
Frederick Vaughn "Fred" Newhouse (Honey Grove, 8 de novembro de 1948 – 20 de janeiro de 2025) foi um velocista e campeão olímpico norte-americano.
Especializado nos 400 m rasos, conquistou a medalha de ouro em Montreal 1976 no revezamento 4x400 m ao lado de Herman Frazier, Maxwell Parks e Benjamin Brown. Nos mesmos Jogos ficou com a medalha de prata nos 400 m, fazendo o segundo melhor tempo para a distância dos anos 70 – 44s40 – atrás do campeão cubano Alberto Juantorena.
Também conquistou medalhas nos Jogos Pan-americanos de 1971, em Cali, Colômbia, ouro no 4x400 m e prata nos 400 m.
Depois de encerrar a carreira trabalhou como engenheiro para a Exxon  e para a Valero Energy. Atualmente é diretor de relações-públicas da Fundação Prairie View A&M.